# Peter Joseph Roeckerath

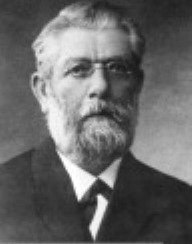
Peter Joseph Roeckerath

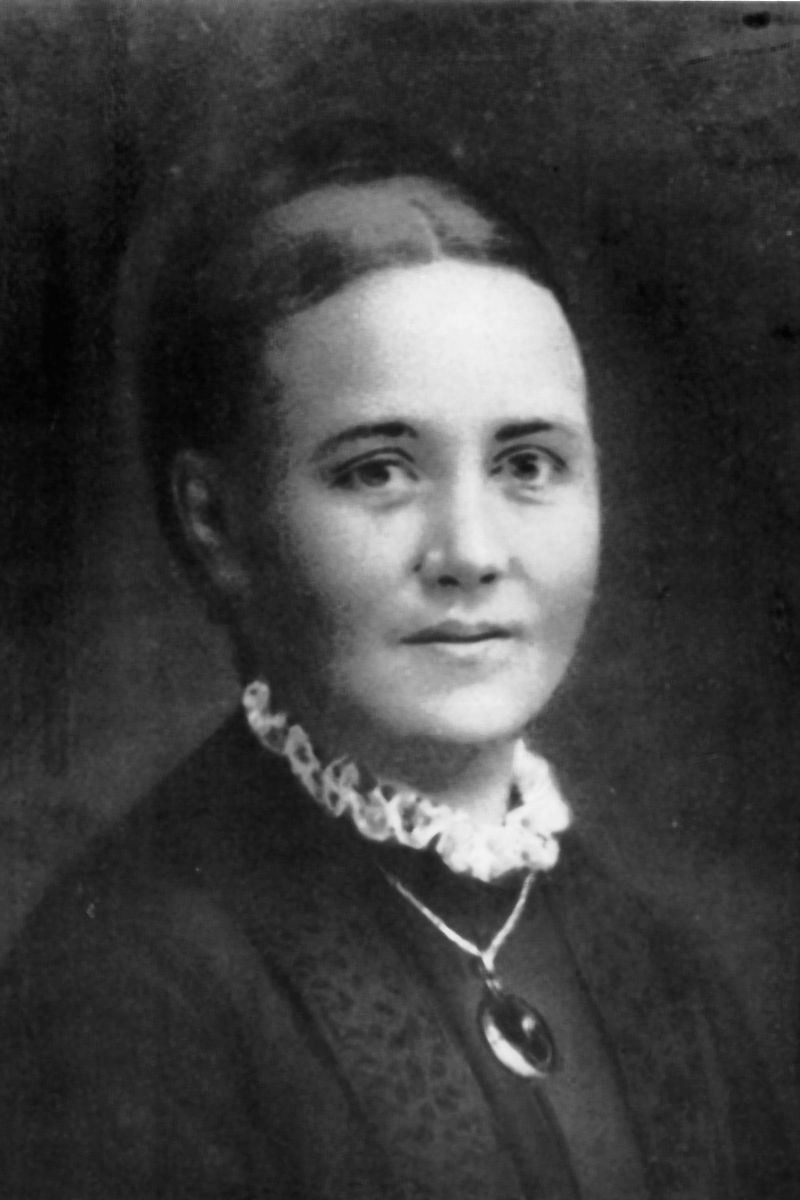
Agnes Roeckerath, geb. Schmitz, im Jahr 1873.

Peter Joseph Roeckerath, auch Peter Joseph Röckerath (* 14. Dezember 1837 in Köln; † 9. Oktober 1905 ebenda) war ein deutscher katholischer Religionslehrer, Bauunternehmer und Reichstagsabgeordneter.

## Leben

Promotionsurkunde Dr. Roeckerath von 1860.

Er war ein Sohn des Kölner Schreinermeisters Franz Josef Roeckerath (1805–1874) und seiner Frau Catharina, geb. Wach (1804–1886). Roeckerath studierte auf Wunsch seiner Eltern Theologie an der Universität Bonn und Philologie in Münster. Er strebte zunächst die Priesterweihe an, entschied sich dann aber doch für den Beruf eines Gymnasiallehrers. 1859 erhielt er seine erste Anstellung als Gymnasiallehrer in Münstereifel. Er promovierte nach Studien in seiner Freizeit 1860 zu Münster „magna cum laude“ mit der Abhandlung „Foedera Romanorum et Carthaginiensium controversa critica ratione illustrantur.“ Bis 1871 war er im Lehramt in Neuß tätig. Er arbeitete zunächst als Religionslehrer an einem Gymnasium und unterrichtete in Latein, Griechisch, Deutsch, Geschichte und Hebräisch. Er veröffentlichte unter anderem eine biblische Chronologie bis zur Geburt Jesu.

Agnes und Peter Joseph Roeckerath zur Hochzeit

1863 heiratete er Anna Margaretha Harnischmacher. Wie schon der Name besagt, entstammte sie einer alten Familie von Schmieden und Schlossern aus Olpe in Westfalen. Die Ehe blieb kinderlos, seine Frau starb bereits drei Jahre nach der Hochzeit. Am 30. Oktober 1867 heiratete er in zweiter Ehe in Köln die verwaiste Agnes Margaretha Schmitz. Die Eltern seiner Frau waren 1849 beide an der Cholera gestorben, sie war bei ihrer Tante aufgewachsen, einer Kölner Kappesbäuerin. Mit Agnes hatte er zwölf Kinder. Roeckerath hatte schon während seiner Gymnasiallehrerzeit gemeinsam mit seinen jüngeren Brüdern Michael und Anton mit dem Bau von Wohnhäusern begonnen, da sein geringes Lehrergehalt nicht zur Ernährung der großen Familie ausreichte. Bei zunehmendem Wohnungsmangel in Köln bauten sie Wohnungen, die für den damaligen Mittelstand erschwinglich waren. 1867 war Roeckerath ein Mitbegründer des Neuen Bürger-Vereins, des Bau-Vereins im Neuen Bürger-Verein und des Kredit-Vereins im Neuen Bürger-Verein als Genossenschaften, mit dem Ziel, den Mitgliedern preiswerte Häuser, Wohnungen und Kredite zu beschaffen. Zu seinen Mitstreitern gehörten die Brüder Johann Anton Friedrich Baudri und Friedrich Baudri, August Reichensperger, Ernst Weyden und August Essenwein. Gemeinsam mit Führungskräften der Genossenschaften gründete Roeckerath ebenso die Kölner Abteilung der Deutschen Zentrumspartei als wichtigste Repräsentation des politischen Katholizismus in Deutschland mit. Nach der Trennung von seinen Brüdern führte er das Bauunternehmen weiter und legte schließlich sein Lehramt in Neuß nieder.
Später machte er ein Vermögen mit zum Teil umstrittenen Grundstücksgeschäften und als Bauunternehmer, Ziegeleibesitzer und Fabrikant für Baumaterialien. Am Hohenzollernring ließ er ein repräsentatives Stadtpalais errichten, das unter der Bezeichnung Villa Roeckerath bekannt wurde. Umstritten war insbesondere sein Weitblick bei seinen politischen Gegnern. Auch eine gehörige Portion Neid wird im Spiel gewesen sein, da sein strenger Katholizismus, sein soziales Engagement und sein gleichzeitiger immenser wirtschaftlicher Erfolg in der damaligen Zeit schwer fassbar waren. 1881 hatte in Köln die Stadterweiterung begonnen, in deren Verlauf die alte Stadtmauer niedergelegt wurde und große Flächen zum Bau einer Neustadt entstanden. Roeckerath brachte den Plan der liberalen Mehrheit zum Scheitern, die Stadterweiterung einer Privatgesellschaft zu übertragen. Er wollte die Gewinne aus der Stadterweiterung den Bürgern und nicht einigen wenigen Privatleuten zukommen lassen. Der Bebauungsplan, den die Stadtverordneten aufstellten, nahm jedoch keinerlei Rücksicht auf die Lage, Größe und den Zuschnitt der Grundstücke. Im Ergebnis gab es nur sehr wenige im Besitz zusammenhängende bebauungsfähige Flächen. Roeckerath verstand es, durch Kauf, Tausch und Umlegungen kleiner und kleinster Parzellen bebauungsfähiges Land zu gewinnen. Seine Gegner machten ihm dies wiederholt öffentlich zum Vorwurf, seine Befürworter hoben hingegen seine Uneigennützigkeit zum Wohl der Stadt und ihrer Bürger hervor.
1872 begann der Kulturkampf zwischen Staat und Kirche auch in Köln. Roeckerath war „mit einer Reihe seiner Freunde unermüdlich tätig, den einmütigen Widerstand des katholischen Volkes zu organisieren und die Freiheit seiner Kirche zu verteidigen. […] In Erfüllung seiner kirchlichen Pflichten war er stets ebenso pünktlich und treu, wie unwandelbar redlich und zuverlässig in geschäftlichen Dingen.“ Als der Kölner Erzbischof Paul Melchers sich weigerte, im Kulturkampf die sogenannten „Maigesetze“ zu befolgen, kämpfte Roeckerath vehement für die Freilassung des 1874 im Kölner Gefängnis „Klingelpütz“ eingesperrten Geistlichen.

Roeckerath war Stadtverordneter in Köln von 1875 bis 1879 und von 1881 bis 1893 sowie von 1872 bis 1882 Mitglied des Preußischen Abgeordnetenhauses und Mitglied des Reichstages in der sechsten Wahlperiode vom Oktober 1884 bis März 1887 als Mitglied des Zentrums.

Der Stadt-Anzeiger der liberalen Kölnischen Zeitung nahm am 8. November 1881 anlässlich einer Stadtverordnetenwahl Stellung gegen die Zentrumspartei und gegen Roeckerath persönlich.

In seinem politischen Engagement musste Roeckerath sich beständiger Desavouierungsversuche seiner Gegner erwehren. 1874 wurde er beispielsweise angeklagt, weil er in einer Rede erwähnt hatte, dass der damalige Erzbischof von Köln Paulus Melchers während seiner Haft im Kölner Gefängnis Klingelpütz mit Verbrechern in Berührung gekommen war. Er war deshalb angezeigt worden und der Staatsanwalt hatte drei Monate Haft gefordert, weil Roeckerath „entstellte Tatsachen“ behauptet und dadurch Staatseinrichtungen verächtlich gemacht habe. Das Gericht verurteilte ihn in erster Instanz zu 100 Mark Geldbuße, sprach ihn jedoch in der Berufung frei, nachdem Roeckerath bewiesen hatte, dass der „Küster“ des Erzbischofs wegen Meineids und die „Messdiener“ wegen Mordes verurteilt worden waren.
Er war gänzlich unnachgiebig, wenn er Widerstand gegen berechtigte Missstände verspürte, wodurch er sich Feinde machte. So hatte er beispielsweise als Bauunternehmer wie auch in seinem katholischen und politischen Engagement immer wieder die Erfahrung gemacht, wie sehr die Handwerker und Gewerbetreibenden unten den hohen Zinsen der Banken zu leiden hatten. Konsequent betrieb er 1875 die Gründung der Rheinischen Volksbank, die den privaten Banken wegen ihrer niedrigen Zinsen ein Dorn im Auge war. 1880 gründete er die Cölner Hypothekenbank und die Rheinische Boden-Kredit mit und engagierte sich stark für die Gründung weiterer Volksbanken.
Mit seiner Anregung zur Gründung einer Feuerversicherungs-Genossenschaft Rheinland verfolgte er das Ziel einer preiswerten Feuerversicherung und schaffte sich neue Gegner in der Finanzwelt. In einer auf eigene Kosten ausgearbeiteten Untersuchung wies er nach, dass die Feuerversicherungen unverhältnismäßig hohe Dividenden mit unverhältnismäßig hohen Belastungen der Versicherten finanzierten. Trotzdem wurde sein Antrag von der liberalen Mehrheit im Stadtverordnetenkollegium abgelehnt. Roeckerath änderte daraufhin seinen Plan von einem genossenschaftlichen Modell zu einer selbständigen Aktiengesellschaft, deren Satzung er wiederum auf eigene Kosten ausarbeiten ließ. Die Widerstände zur Konzessionierung überwand er, indem er das vom Ministerium zur Abschreckung mit drei Millionen Reichsmark deutlich zu hoch angesetzte Aktienkapital allen zum Trotz beschaffte. Nach mehrjährigem Kampf wurde schließlich 1880 die Konzession der neuen Feuerversicherungs-Gesellschaft Rheinland erteilt, deren Vorsitzender Peter Joseph Roeckerath wurde und bis zu seinem Tod blieb.

## Der Krieler Hof und die Ziegeleien

Kartenausschnitt Kriel von 1891 mit Ziegeleien

Kriel war vordem ein Weiler auf dem Gebiet des heutigen Kölner Vororts Lindenthal, einer damals ausschließlich landwirtschaftlich geprägten Gegend. Die Bauern- und Gutshöfe waren in geistlichem Besitz. Der Krieler Hof im Besitz des St. Gereonsstifts bildete mit Eigenkirche „Krieler Dom“ und eigenem Gericht den Kern der Herrlichkeit Kriel.
1155 erstmals urkundlich erwähnt, betrieb der Krieler Hof am Gleueler Bach mehrere Mühlen und vergrößerte seinen Grundbesitz im Laufe der Jahrhunderte. Immer wieder wurden zugehörige Höfe verkauft und neue hinzu gekauft. Während der Säkularisation 1802 enteignet, gehörte der Krieler Hof 1869 mit 149 Morgen Land der Familie Thelen. Der Bauer Thelen verkaufte den Thelens Hof (Krieler Hof) später an P.J. Roeckerath. Roeckerath stellte die Landwirtschaft ein und verpachtete die Hofanlage an den Polizeisergeanten Stommel, der ihn Stommels Hof nannte.
Mit dem Kauf des Krieler Hofs hatte Roeckerath fast 150 Morgen Land mit reichhaltigen Tonvorkommen erworben, wo schon seit der Vorzeit Keramiken und Ziegel gebrannt worden waren. Er erweiterte die Ziegeleien zum Vorteil seiner Bauunternehmungen. 1879 kaufte Roeckerath in der Gemeinde Kriel das an die Zülpicher Straße und die Freiligrathstraße grenzende Grundstück, auf dem die Pfarrkirche St. Stephanus, genannt „Krieler Dömchen“, noch heute steht. 1880 erbaute er nördlich des Gotteshauses ein zweistöckiges Wohnhaus im Stil der Neorenaissance, das schnell den Namen „Villa Roeckerath“ erhielt. Um die Villa herum ließ er einen kunstvollen Park anlegen. Villa und Park bestanden bis 1930, mussten dann einer Reihenhaussiedlung weichen.
Zwischen der Zülpicher Straße und der Neuenhöfer Allee hatte er Arbeiterhäuser gebaut, wo die überwiegend italienischen Arbeiter seiner Ziegelei wohnten. Dort gelangten die Krieler Polizisten Fahnenschreiber und Pütz zu Ruhm, als sie die berüchtigten „Frechener Räuber“ überlisteten, Die hatten wiederholt Händler auf ihrem Weg vom Lindenthaler Markt nach Hause mit Waffengewalt überfallen und ausgeraubt. Die beiden Polizisten hatten in tagelanger Lauer das Lager der Banditen unter einer Brücke ausgekundschaftet, wo sie die Räuber eines Nachts dingfest machten.

## Die Spekulationslüge
Roeckerath wurde wegen seines Ultramontanismus, seiner erzkonservativen Werte und seiner kompromisslosen Anprangerung von Missständen ständig von seinen politischen Gegnern im Rat der Stadt Köln attackiert. Diese scheuten sich nicht der üblen Nachrede und setzten auch Lügen über seinen angeblich unredlich erworbenen Reichtum in die Welt. In einem Artikel der Rheinischen Zeitung vom 25. Januar 1902 heißt es u. a.: „[...] Er gehört zu den Glücklichen, denen die Kölner Stadterweiterung zu mühelos erworbenem Reichtum verholfen hat; wie kaum ein Zweiter hat er es verstanden einen grossen Teil des Geldstromes, der mit der Stadterweiterung gleichsam aus dem Boden quoll, in die eigenen weiten Taschen zu lenken.“
Die historischen Fakten widerlegen solche boshaften Schmähungen dieser sozialistischen Zeitung, deren Vorgängerin wegen kommunistischer Umtriebe des Chefredakteurs Karl Marx seinerzeit amtlich verboten worden war. Den geschichtlichen Hintergrund bildet das rasante Wachstum der Stadt Köln, das mit der Industrialisierung einsetzte. Schon 1860 gab es innerhalb der Stadtmauern nahezu keine freien Flächen mehr, weshalb der Rat der Stadt mit dem Kriegsministerium in Verhandlung über den Rückkauf der Stadtmauer, der vorgelagerten Befestigungsanlagen und des Rayon (Schussfeld der Kanonen) trat. Nachdem Reichskanzler Fürst Otto von Bismarck dies befürwortet hatte, da die neuen Waffensysteme solche Befestigungen überflüssig machten, kam der Rückkauf 1880 zustande.
Die Stadt Köln erwarb das Areal des Befestigungsrings von 122,5 Hektar für 11,74 Millionen Mark. Insgesamt standen 523 ha für die Stadterweiterung zur Verfügung. 1881 wurde im Rahmen der vierten Stadterweiterung unter Leitung des Stadtbaurats und Beigeordneten Josef Stübben mit dem Abriss der Stadtmauer und der vorgelagerten Wallanlagen begonnen. Den Anfang bildete das mittlere Drittel des Festungsrayons vom Weyertor (Luxemburger Tor) bis zum Gereonstor, wo zunächst die Kölner Ringe erbaut wurden.
Roeckerath und weitere Ratsmitglieder setzten im Rat der Stadt durch, dass die Abwicklung der Verkäufe nicht durch ein privatwirtschaftliches Unternehmen, sondern durch eine städtische Institution erfolgen sollte. Unter Leitung des Oberbürgermeisters Becker wurde die „Stadterweiterungs-Deputation“ gegründet, deren Mitglieder für die Aufstellung eines Bebauungsplanes und seine Ausführung verantwortlich zeichneten. Nach dem Generalplan „König Rhein“ von Josef Stübben wurde mit dem Kernstück begonnen, dem Bau der Kölner Ringe, einer Ringstraße, die dem Verlauf der ehemaligen Stadtmauer von Norden nach Süden folgte.
Die Geschäftsberichte der Stadterweiterungs-Deputation zeigen eindeutig, dass Roeckerath im Gegensatz zu den bis heute wiederholten Behauptungen keineswegs zu den Spekulanten gehörte. Im ersten Geschäftsbericht von 1882, Anlage Nr. 16: Nachweisung über die Veräußerung von Bauplätzen aus dem städtischen Festungs-Terrain, taucht der Name Roeckerath in der Liste der 66 Grundstückskäufer nicht auf, wohl aber die Namen zahlreicher wohlhabender Sozialdemokraten. Größter Spekulant war die Magdeburger Bau- und Creditbank mit dem Kauf von 11 Parzellen von insgesamt 18.352 m² Fläche.
Im 2. Geschäftsbericht von 1884 ist Roeckerath neben zahlreichen Sozialdemokraten als Käufer der Grundstücke Hohenzollernring Ecke Limburger Straße vermerkt, wo er später sein Stadtpalais erbauen ließ. Größter Spekulant war wiederum die Magdeburger Bau- und Creditbank. Den größten Geldstrom hingegen verzeichnete die Stadt Köln, die aus den Grundstücksverkäufen über 65 Millionen Goldmark erzielte.

## Förderer des sozialen Wohnungsbaus
Roeckerath und seine Brüder verfolgten ganz andere Interessen. Als Bauunternehmer wollten sie preiswerten Wohnraum für einfache Bürger und Handwerker schaffen, Grundgedanke Sozialer Wohnungsbau. Hierzu erbauten sie ab etwa 1865, also lange vor dem Neustadt-Boom, zahlreiche zwei- bis dreigeschossige Reihenhäuser im Stil des sog. „Dreifensterhauses“, die sie je nach Ausstattung zu Preisen zwischen 4.000 und 5.000 Mark verkauften. Dies war nur etwa die Hälfte des marktüblichen Kaufpreises für ein Haus, was die Brüder nur dank eigener Ziegelei und Terazzoproduktion realisieren konnten.
Ihr Wohnungsbau konzentrierte sich im sog. „Belgischen Viertel“ in der Gegend des Brüsseler Platzes, der Brüsseler und Bismarckstraße sowie der Moltkestraße, wo sie insgesamt etwa 80 Bürgerhäuser erbauten. Das Besondere: die Häuser wurden als „Spardosen“ verkauft, d. h. die Käufer konnten den Kaufpreis in beliebigen, nicht vorher festgelegten Sparraten zurückzahlen. Roeckeraths Ziel war es, die Hauskäufer zur Sparsamkeit zu erziehen. Zwischen Moltkestraße und Eisenbahndamm erbauten die Brüder große Mietshäuser für Arbeiter, ebenfalls in Kriel, die dort bevorzugt an die italienischen Arbeiter der eigenen Ziegeleien vermietet wurden.
Wie sehr die Gegner und Neider Peter Josef Roeckerath übel nachredeten, verdeutlicht u. a. auch die Bezeichnung seiner Villa am Hohenzollernring 37, Ecke Limburger Straße, als „Villa Canossa“. Dort versammelten sich regelmäßig die Käufer seiner Häuser, um im Büro ihre Schulden zurückzuzahlen, was die bösen Zungen als „Gang nach Canossa“ darstellten.

## Stifter der Pfarrkirche St. Agnes in Köln
Roeckerath initiierte in seiner Rolle als Politiker, Bauunternehmer und gläubiger Katholik die Errichtung von Kirchen in den neuen Stadtteilen Kölns. Er schenkte 1887 zusammen mit dem Justizrat Eduard Schenk das Baugrundstück für die geplante Herz-Jesu-Kirche an das Erzbistum Köln und hatte Anteil an der Errichtung der Kirche und des Rektorats von St. Michael. Roeckerath nahm beim Bau der Kirchen Einfluss auf deren Gestaltung. Roeckeraths Ehefrau Agnes, geb. Schmitz, hatte von ihrer Tante einen umfangreichen Grundbesitz in Form von „Kappesfeldern“ (Dialektwort für Weißkohl) vor und innerhalb der Mauern der Stadt Köln sowie ein nicht unerhebliches Vermögen geerbt. Roeckerath hatte mit diesem Erbe ein Vermögen gemacht und wollte mit einem Teil dieses Vermögens durch die Stiftung einer Kirche Gott danken. 1890 traf ihn mit dem plötzlichen Tod seiner Frau ein schwerer Schlag, der ihn zur Umsetzung seines Plans veranlasste. In der Vorhalle der Agneskirche wurde in lateinischer Schrift in Marmor gemeisselt, was in deutscher Übersetzung lautet: „Zum frommen Andenken an die Frau Agnes Roeckerath, eine vortreffliche Gattin und Mutter, haben der überlebende Mann und ihre zehn Kinder und Schwiegerkinder diese Pfarrkirche zu Ehren der hl. Agnes, der Jungfrau und Märtyrerin, erbauen lassen.“ Roeckerath nahm beim Bau der Kirchen Einfluss auf deren Gestaltung.
Er beauftragte den Baumeister Carl Rüdell mit den Entwürfen für eine Kirche, die an der Kölner Vorgebirgstraße errichtet werden sollte. Das Kölner Erzbistum beschied jedoch, an anderer Stelle sei der Bau einer Kirche dringlicher, verschwieg aber offenbar, dass sich an der Vorgebirgstraße bereits andere Kölner Geschäftsleute für die Stiftung der späteren Kirche St. Paul engagierten. Dringlich war laut Erzbistum der Bau einer Kirche an der Neußer Straße in der nördlichen Neustadt. Nach längeren Verhandlungen und Aufgabe weiterer Standorte stimmte Roeckerath zu und widmete die Kirche der Namenspatronin seiner Frau, der hl. Agnes von Rom.

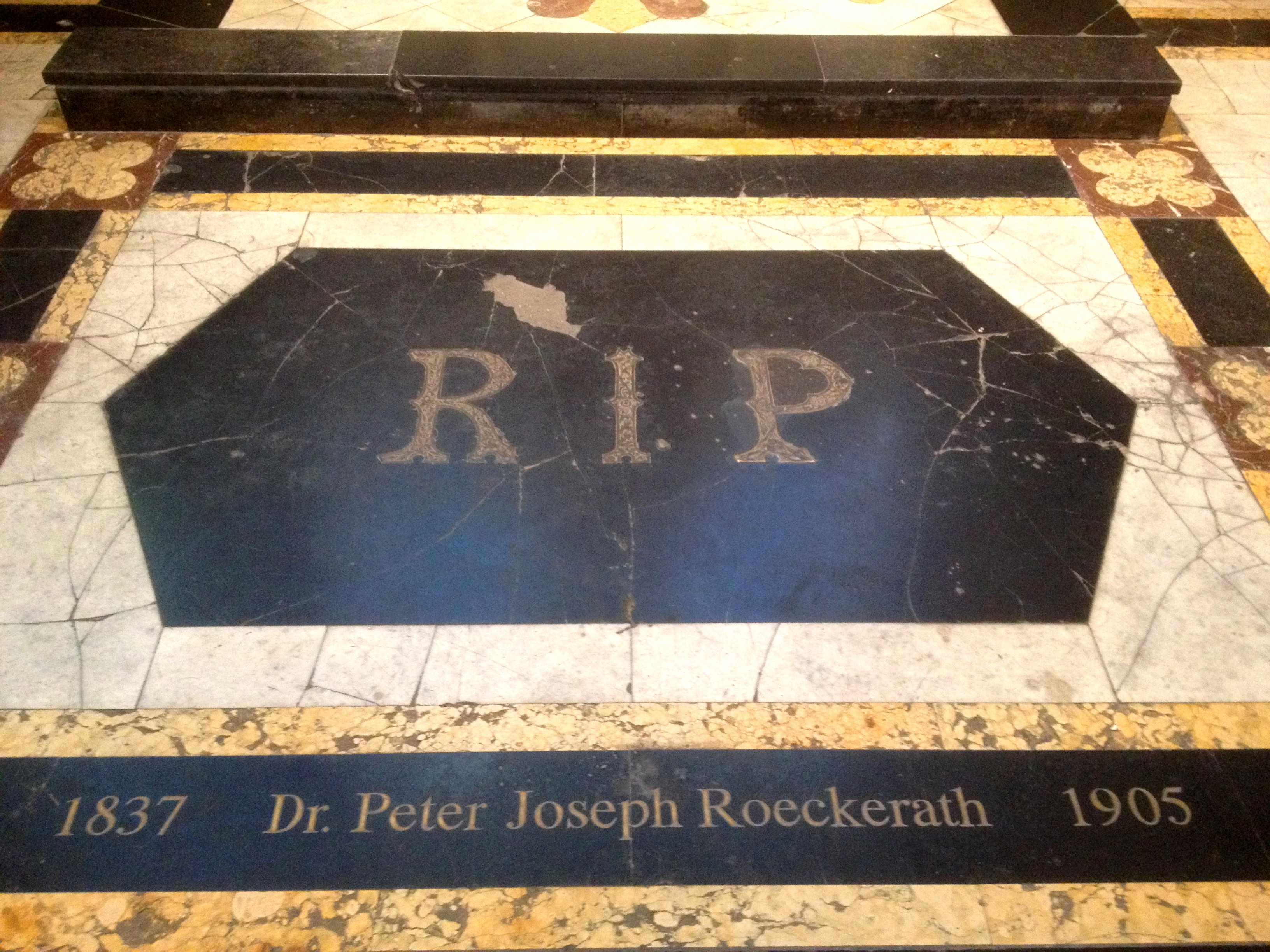
Grab Roeckeraths vor dem Petrusaltar der Agneskirche

1896 begann der Bau der Kirche auf freiem Feld weit vor der Stadt. Vorausgegangen waren Grundstücksübertragungen zur Zusammenlegung eines großen Baugrundstücks, die Roeckerath erneut von seinen politischen Gegnern zum Nachteil ausgelegt wurden. Carl Rüdell und Richard Odenthal hatten die Kirche nach Roeckeraths Vorgaben im neugotischen Stil entworfen. Er hatte sie eine Kirche entwerfen lassen, wie es sie in Köln noch nicht gab: eine hohe, dreischiffige Hallenkirche mit einem Turm ohne Helm. Ihm war wichtig, dass in dieser Kirche die damals übliche Vermietung von Kirchenbänken an wohlhabende Bürger von vornherein verboten wurde und dass es eine abgeschlossene Krypta geben sollte, wo fremdsprachliche Gläubige ihre Gottesdienste vornehmlich in polnischer oder italienischer Sprache halten konnten; eine wachsende Zahl von Arbeitern aus diesen Ländern lebte und arbeitete in Köln. 1901 war die Kirche fertiggestellt und es entspann sich ein Streit mit dem Erzbistum um die Einsegnung, weil Roeckerath auf den Bau einer Sakristei verzichtet hatte. Deshalb wurde die Kirche am 21. Januar 1902 nur eingesegnet und die Konsekration verschoben. Diese erfolgte 1913 nach Fertigstellung der Sakristei. Nach Roeckeraths Tod 1905 setzte der damalige Pfarrer seine Beisetzung in einer Seitenkapelle der Agneskirche mit einer Ausnahmegenehmigung durch. Um die Kirche herum entstand das Agnesviertel, heute eine begehrte Wohngegend.
Roeckerath war maßgeblich an der Gründung der Rheinland Versicherung beteiligt, deren Aufsichtsrat er bis zu seinem Tod angehörte, und gründete zahlreiche Banken, u. a. die Rheinische Volksbank.
Sein Schwiegersohn Karl Bachem verfasste nach seinem Tod eine Biographie über Roeckerath.

## Stifter des St. Adelheidis-Stifts in Vilich
In seinem Testament hat P.J. Roeckerath das St.-Adelheidis-Stift in Vilich dem Orden der Cellitinnen zur Hl. Maria vermacht. Die Gründung des St.-Adelheidis-Stifts geht auf den Edelmann Meningoz von Geldern (920–997) und seine Frau Gerberga von Jülich (930–996) zurück. Der älteste Sohn und Erbe hatte als Ritter am Böhmenfeldzug von Kaiser Otto II. „dem Roten“ teilgenommen und war im Jahr 977 in der Schlacht gefallen. Zu seinem Andenken gründeten seine Eltern auf ihrem Grund und Boden in Vilich, heutiger Stadtteil von Bonn, ein Frauenstift. Neben einer bereits im 8. oder 9. Jahrhundert erbauten Friedhofskapelle ließen sie um 978 ein Stiftsgebäude errichten. Äbtissin wurde ihre Tochter Adelheid, die bereits Nonne im Kölner Sankt-Ursula-Stift gewesen war.
987 wurde das familiäre Stift zu einem von nur vier Reichsstiften erhoben und erhielt somit die Immunität der Kirche. Die Äbtissin erhielt hierdurch weltliche Macht über territoriale Rechte in Solingen, Bödingen und Düsseldorf. Nach dem Tod der Mutter wandelte Adelheid das Stift in ein Benediktinerkloster um. Adelheid starb 1015 und wurde später als St. Adelheid von Vilich heiliggesprochen. Ihre Nachfolgerin Mathilde von Lothringen (979–1025) ließ um 1020 an der Stelle des Stiftsgebäudes die Stiftskirche St. Peter errichten, die sie zum Teil aus privaten Mitteln finanzierte. Hier wurden Adelheids Gebeine als Adelheidis-Reliquie beigesetzt.
1065 wurde das Kloster dem Kölner Erzbischof Anno II. unterstellt und im 13. Jahrhundert als Adelheidis-Vikarie in ein Stift für adelige Damen umgewandelt. In den Kriegen 1583–1588 und 1618–1648 kam es zu Brandschatzungen und die Adelheidis-Reliquie ging verloren. Während der Säkularisation wurde das Stift 1804 aufgehoben, die Stiftskirche St. Peter wurde Pfarrkirche, die Stiftsgebäude an Privatpersonen verpachtet. 1865 übernahmen Franziskanerinnen die Anlage und richteten hier ein Hospital mit eigener Seelsorge ein.
1876 kaufte Roeckerath von den Franziskanerinnen das Stiftsgebäude, den Haushof und den stiftischen Grundbesitz, nachdem die Preußische Regierung mit dem sog. „Klostergesetz“ die Niederlassungen aller Orden in Preußen aufgehoben hatte. Er lebte dort in seiner Freizeit und an Wochenenden mit seiner Familie bis zu seiner Erkrankung im Jahr 1905 und verstarb am 9. Oktober 1905 in Köln.
In seinem Testament hatte Roeckerath die Schenkung des Vilicher Besitzes an das Kloster der Celitinnen zur heiligen Maria in der Kupfergasse zu Köln mit der Auflage verfügt, das Haus zur „Beherbergung und Verpflegung armer und erholungsbedürftiger Kinder“ zu nutzen. Die Celitinnen übernahmen das Anwesen 1908 als St. Adelheidis-Stift und betreiben es bis heute. Die Legende besagt, dass die heilige Adelheid während einer strengen Dürre himmlischen Beistand erflehte. Als sie mit ihrem Hirtenstab den Boden berührte, sprudelte ein Quell hervor und die Dürre hatte ein Ende. Um diese Quelle, das „P(f)ützchen“, entstand später eine Wallfahrtsstätte. Bis heute erinnert der jährlich im September stattfindende Jahrmarkt „Pützchens Markt“ an dieses Wunder.
Ihm zu Ehren wurde 2016 eine Teilfläche vor der St.-Agnes-Kirche in Roeckerathplatz benannt.

## Familie

Familie Franz Joseph Roeckerath. Peter Joseph hinten in der Mitte.

Die Familie von Peter Joseph Roeckerath, in Urkunden auch als „Röckerath“, „Röckrath“, „Roekrath“, „Rockerath“, „Ruckrath“, „Reukrath“, „Reuckrath“, „Rueckrath“ oder „Rueckerath“ bezeichnet, stammt „von der Gillbach“, einem fruchtbaren Auengebiet entlang des Gillbachs, eines Zuflusses der Erft.
Der derzeit älteste bekannte Vorfahr ist im Kirchenbuch von Oekoven im Jahr 1726 urkundlich als Melchior Reuckrath (1695–1759), Taufpate seiner Nichte Katharina, Tochter seines Bruders Henricus Ruckerath (1692–1746) und Catharina Overbach (1686–1759) dokumentiert. Mit seiner Frau Adelheid Schlösser (1712–1775) waren sie Peter Joseph Roeckeraths Urgroßeltern.
Seine Großeltern waren der Schreinermeister Petrus Roeckerath (1750–1830) und Anna Elisabeth Wirtz (1770–1839), die in Kerpen lebten.
Seine Eltern waren der Schreinermeister Franz Josef Roeckerath (1805–1874) und Catharina Wach (1804–1886). Sie führten einen großen Schreinereibetrieb in Köln.
Peter Joseph Roeckerath heiratete in erster Ehe Anna Maria Harnischmacher, die 1866 im Alter von nur 32 Jahren starb. Die Ehe blieb kinderlos.
In zweiter Ehe heiratete er 1867 in Köln Agnes Margaretha Schmitz (1846–1890), Tochter des Steinhauers Jakob Schmitz und seiner Frau Margarethe, geb. Felten. Aus der Ehe gingen diese Kinder hervor:
1. Franz Peter Josef (* 25. November 1868 in Neuß; † 21. März 1927).
2. Maria Katharina (Kätchen) (* 5. Januar 1870 in Köln; † 27. Dezember 1906 in Köln), heiratete 1891 den Juristen Dr. Josef Emil Karl Bachem (* 22. September 1858 in Köln; † 11. Dezember 1945 in Burgsteinfurt).
3. Elisabeth (* 24. Juli 1871 in Köln;† 16. November 1913 in Köln), heiratete 1894 in Köln den Amtsgerichtsrat Dr.jur Max Oster (*um 1870 in Pfaffing; † 30. Juli 1921 in Pfaffing)
4. Margaretha Michaela (* 25. Juni 1873 in Köln) trat den Karmelitinnen als Schwester Carmela bei.
5. Agnes Margaretha, (* 23. November 1874 in Köln; † 29. Mai 1875 in Köln)
6. Julius (* 4. März 1876 in Köln; † 1923 in Davos), er blieb unverheiratet.
7. Anton (* 4. März 1876 in Köln; † 14. April 1934 in Köln), er blieb unverheiratet.
8. Helene Maria (* 1. Juni 1877 in Vilich bei Beuel; † 17. November 1940 in Köln), heiratete 1897 in Köln den Juristen Dr. Ernst Johann Friedrich Best (* 5. März 1866 in Neusen bei Aachen; † 9. September 1927 in Köln)
9. Ursula (Lina) (* 29. November 1878 in Köln; † 27. November 1956 in Köln), heiratete 1905 in Köln den Arzt Dr. Theodor Weischer (* 13. November 1870 in Köln; † 8. November 1945 in Köln)
10. Eduard (* 25. Mai 1881 in Köln; † 1925 in Como), heiratete Lydia Hausmann
11. Theodor, (* um 1883 in Köln) heiratete 1913 in Graz Elisabeth von Waldhart-Bildheimb

Nach dem plötzlichen Tod seiner zweiten Ehefrau 1890 heiratete er in dritter Ehe Johanna Schenk, Tochter des Reichstagsabgeordneten Eduard Schenk (1821–1900).

## Veröffentlichungen
- Foedera Romanorum et Carthaginiensium controversa critica ratione illustrantur. Dissertatio historica. Münster 1860 (Digitalisat).
- Biblische Chronologie bis auf das Jahr der Geburt Christi. Nach den biblischen und außerbiblischen Quellen bearbeitet von Peter Joseph Röckerath. Aschendorff, Münster 1865 (Digitalisat).
- Ebal et Garizim, montes quos dicunt maledictionis et benedictionis ubi siti sint quaeritur. Jahresbericht über das Gymnasium zu Neuss 1867/68, S. 3–25 (Digitalisat).
- Die preußische Volksschule unter Dr. Falk, mit besonderer Rücksicht auf Kölner Verhältnisse. Bachem, Köln 1877.
- Bericht der Polizei-Commission des Kölner Stadtverordneten-Collegiums über den Antrag des Herrn Stadtverordneten Liebmann betreffend die Gründung einer Städtischen Feuerversicherungs-Anstalt. Bachem, Köln 1877 (Digitalisat).